# Barry Maguire
Barry Maguire (Tiel, 27 ottobre 1989) è un calciatore olandese, centrocampista del GVVV.

## Biografia
Maguire ha origini irlandesi, da parte paterna.

## Carriera

### Club

#### Sarpsborg 08
Libero da vincoli contrattuali, il 26 agosto 2015 si è allenato per la prima volta con i norvegesi del Sarpsborg 08, nell'ottica di un possibile ingaggio. Nonostante l'avvenuta chiusura della finestra di trasferimento estiva locale, infatti, era ancora possibile mettere sotto contratto giocatori svincolati. Nella stessa giornata, ha firmato un contratto valido fino al termine della stagione con la compagine scandinava.

### Nazionale
Maguire ha giocato per l'Irlanda under 16, in virtù delle sue origini paterne. Per questo motivo, a livello di Nazionale maggiore avrebbe potuto rappresentare sia l'Irlanda che i Paesi Bassi. Successivamente, ha rappresentato gli Oranje a livello Under-18, Under-19 e Under-20.
Il 27 gennaio 2009, è stato convocato per la prima volta dall'Irlanda under 21. Il 29 gennaio ha però rifiutato la convocazione. A settembre 2010 si è reso disponibile ad accettare le convocazioni della Nazionale irlandese.

## Statistiche

### Presenze e reti nei club
Statistiche aggiornate al 1º gennaio 2016.
| Stagione         | Club             | Campionato       | Campionato | Campionato | Coppe nazionali | Coppe nazionali | Coppe nazionali | Coppe continentali | Coppe continentali | Coppe continentali | Supercoppe | Supercoppe | Supercoppe | Totale | Totale |
| Stagione         | Club             | Comp             | Pres       | Reti       | Comp            | Pres            | Reti            | Comp               | Pres               | Reti               | Comp       | Pres       | Reti       | Pres   | Reti   |
| ---------------- | ---------------- | ---------------- | ---------- | ---------- | --------------- | --------------- | --------------- | ------------------ | ------------------ | ------------------ | ---------- | ---------- | ---------- | ------ | ------ |
| 2006-2007        | Den Bosch        | 1D               | 29         | 2          | CO              | ?               | ?               | -                  | -                  | -                  | -          | -          | -          | 29+    | 2+     |
| 2007-2008        | Den Bosch        | 1D               | 37         | 4          | CO              | ?               | ?               | -                  | -                  | -                  | -          | -          | -          | 37+    | 4+     |
| 2008-2009        | Utrecht          | ED               | 28         | 0          | CO              | ?               | ?               | -                  | -                  | -                  | -          | -          | -          | 28+    | 0+     |
| 2009-2010        | Utrecht          | ED               | 11         | 0          | CO              | ?               | ?               | -                  | -                  | -                  | -          | -          | -          | 11+    | 0+     |
| 2010-2011        | Utrecht          | ED               | 16         | 0          | CO              | 2               | 1               | UEL                | 9                  | 1                  | -          | -          | -          | 27     | 2      |
| Totale Utrecht   | Totale Utrecht   | Totale Utrecht   | 55         | 0          |                 | 2+              | 1+              |                    | 9                  | 1                  |            | -          | -          | 66+    | 2+     |
| 2011-2012        | VVV-Venlo        | ED               | 23+4       | 4+0        | CO              | 1               | 0               | -                  | -                  | -                  | -          | -          | -          | 28     | 4      |
| 2012-2013        | VVV-Venlo        | ED               | 22+1       | 2+0        | CO              | 0               | 0               | -                  | -                  | -                  | -          | -          | -          | 23     | 2      |
| ago.-set. 2013   | VVV-Venlo        | 1D               | 1          | 0          | CO              | -               | -               | -                  | -                  | -                  | -          | -          | -          | 1      | 0      |
| Totale VVV-Venlo | Totale VVV-Venlo | Totale VVV-Venlo | 46+5       | 6+0        |                 | 1               | 0               |                    | -                  | -                  |            | -          | -          | 52     | 6      |
| set. 2013-2014   | Den Bosch        | 1D               | 32+2       | 3+0        | CO              | 1               | 0               | -                  | -                  | -                  | -          | -          | -          | 35     | 3      |
| 2014-2015        | Den Bosch        | 1D               | 34         | 6          | CO              | 1               | 0               | -                  | -                  | -                  | -          | -          | -          | 35     | 6      |
| Totale Den Bosch | Totale Den Bosch | Totale Den Bosch | 132+2      | 15+0       |                 | 2+              | 0+              |                    | -                  | -                  |            | -          | -          | 136+   | 15+    |
| ago.-dic. 2015   | Sarpsborg 08     | ES               | 3          | 1          | CN              | 1               | 0               | -                  | -                  | -                  | -          | -          | -          | 4      | 1      |
| Totale           | Totale           | Totale           | 52         | 10         |                 | 3+              | 1+              |                    | 5                  | 1                  |            | -          | -          | 60+    | 12+    |